# United States Lighthouse Board
L'United States Lighthouse Board (en français : la Commission des phares des États-Unis) est une ancienne agence du gouvernement fédéral des États-Unis, placée sous le contrôle du département du Trésor, responsable de la construction et de l'entretien de tous les phares et des aides à la navigation aux États-Unis, entre 1852 et 1910.
L'agence est créée après plusieurs plaintes de l'industrie maritime. Un conseil composé de militaires se réunit pour la première fois le 28 avril 1851, et décide la création de l'United States Lighthouse Board afin de moderniser les systèmes de navigation, anciennement sous le contrôle du gouvernement fédéral.
En 1910, l'United States Lighthouse Board met fin à ses fonctions afin d'avoir une gestion plus civile des systèmes de navigation. La gestion de ces derniers revient alors au département du Commerce des États-Unis et fusionne en 1939 avec la Garde côtière américaine.

## Création

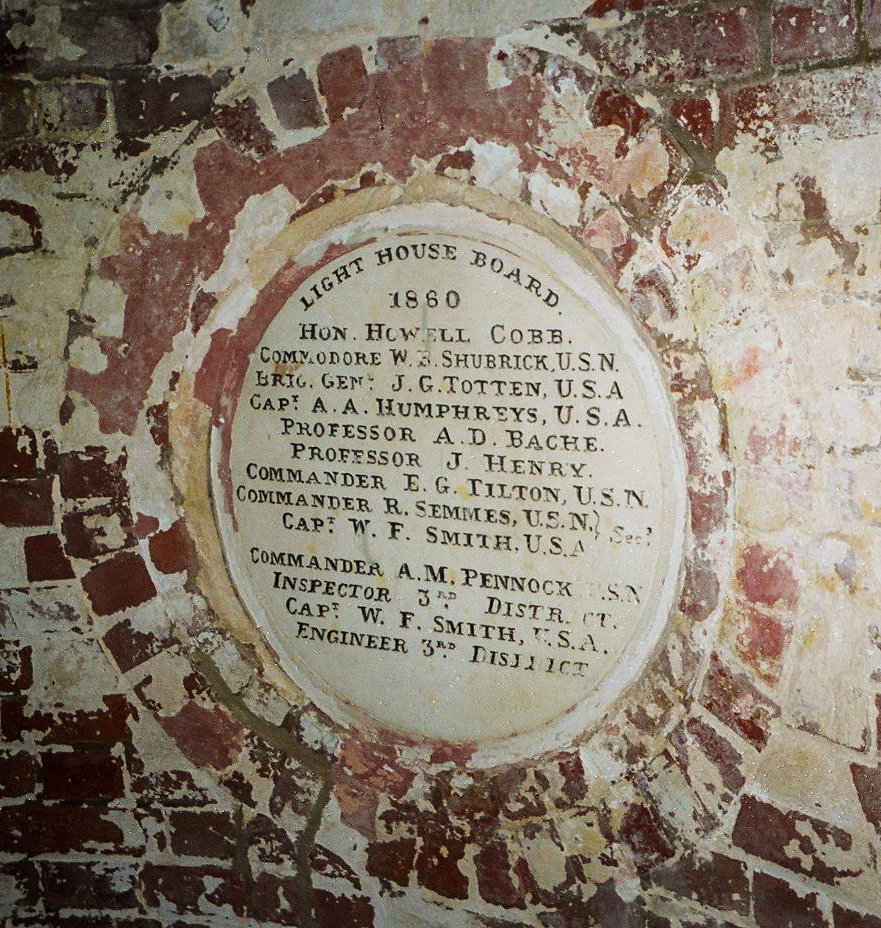
Sceau sur le phare de Montauk listant les membres de lUnited States Lighthouse Board en 1860.

En 1847, le Congrès des États-Unis réfléchit à une réforme de l'organisme de gestion des phares (Lighthouse Establishment) qui existe depuis 1791. En réponse à une série de plaintes, le Congrès annule la construction de six nouveaux phares, qui devaient être construits par le département du Trésor, puis en délègue la construction à l'armée de terre.
Cette décision ne permet cependant pas de diminuer le nombre de plaintes quant à la gestion des phares. La section 8 de l'acte mentionne :

« Le secrétaire au Trésor peut et se doit de faire convoquer un comité dès que possible, après l'approbation de cet acte, composé de deux officiers de la marine de haut rang, deux officiers ingénieurs du département de l'armée, et des officiers civils pour les réalisations scientifiques qui seront sous les ordres ou à la disposition du département du Trésor, et un officier subalterne de la marine pour agir en tant que secrétaire dudit conseil, dont le devoir sera, sous les instructions du département du trésor, d'enquêter sur l'état des phares aux États-Unis, et de faire un rapport général détaillé et un programme pour guider législation afin d'étendre et d'améliorer notre système actuel de construction, d'éclairage, d'inspection et de surveillance. »

L'United States Lighthouse Board résulte de cet acte. Les membres désignés à l'origine sont William B. Shubrick et Samuel Francis Du Pont, du département de la marine, James Kearney, ingénieur topographique américain, l'universitaire Alexander Dallas Bache, le surintendant de l'US Coast Survey, Joseph Henry, secrétaire de la Smithsonian Institution, et le lieutenant Thornton Jenkins, de l'US Navy, désigné comme secrétaire.

## Développement
Les membres de l'United States Lighthouse Board ont recruter d'autres agents, à la fois au conseil d'administration et dans les bureaux. L'agence est organisé en 12 divisions, chacun ayant un inspecteur (un officier de marine) qui est chargé de construire les phares, de veiller à ce qu'ils restent en bon état et que la lentille fonctionne. Après quelques années, les inspecteurs deviennent surchargées et un ingénieur (un officier de l'armée) est nommé dans chaque division pour s'occuper de la construction et de l'entretien des phares.
L'United States Lighthouse Board débute par moderniser les phares, en particulier en achetant et en installant de nouvelles lentilles de Fresnel et en construisant des phares à pieux vissés. L'agence supervise également la construction des premiers phares sur la côte ouest des États-Unis. Au début de la guerre de Sécession, tous les phares sont équipés de lentilles de Fresnel.
Avant la création de l'agence, l'organisme de gestion des phares s'occupait des phares et autres aides à la navigation. Avec le temps, toutes leurs fonctions leur ont été  progressivement retirées. L'United States Lighthouse Board exige que seuls les employés qui savaient lire soient nommés gardiens afin qu'ils puissent lire les directives. Ces directives sont détaillées et couvrent l'entièreté du fonctionnement des phares, laissant peu de liberté au gardien. L'agence a longtemps lutté pour éliminer la politique de ses activités. À force, l'agence est devenue une occasion de carrière professionnelle pour beaucoup d'Américains, grandement aidée par les lois de réforme de la fonction publique de 1871 et 1883. Les gardiens deviennent des employés de la fonction publique en 1896.
L'agence est constamment à la pointe de la technologie et profite des nouveaux types de phares, de bouées, de systèmes d'avertissement en cas de brume, et des nouveautés optiques. Au cours des cinq décennies suivantes, plusieurs progrès dans la technologie de construction de phares ont lieu, notamment le développement des phares à pieux vissés exposés, de phares à exosquelette, de phares en pierre à emboîtement balayés par les vagues, de phares à caissons en fer et de phares brise-lames.
Dans les années 1850, l'agence élabore une charte de couleurs pour les bouées, ainsi que pour les feux et les balises. De plus, le système de bouées est normalisé. Des systèmes de classification sont également été développés pour baliser les voies navigables du pays. Des bouées en fer sont introduites pour remplacer les bouées en bois recouvertes de cuivre. L'agence commence également à imprimer les modifications apportées aux aides à la navigation sous la forme d'un avis aux navigateurs.
Plusieurs avancées technologiques sont réalisés au cours des années 1850. En 1851, un sifflet de brume aérien expérimental et une corne de roseau sont installés au phare de Beavertail à l'entrée de la baie de Narragansett, à Rhode Island. Au début, ce signal sonore est alimenté par un tapis roulant actionné par un cheval et plus tard par un moteur à vapeur à combustion interne. En 1851, les cloches de brume à sonnerie mécanique sont introduites. Le mécanisme de sonnerie est alors régi par un poids attaché à un volant d'inertie, et plus tard géré en interne par des horloges. Les délais entre les coups des signaux de brume sont chronométrés pour donner à chaque signal une caractéristique sonore unique. Le signal de la cloche est progressivement remplacé par trois variantes de cet instrument. Le premier est un sifflet de locomotive ordinaire, légèrement arrangé et soufflé par la vapeur d'une chaudière tubulaire à haute pression. La seconde est une trompette, et en 1866 la troisième variation, une sirène associée à une trompette.
Bien que la cloche de brume soit encore utilisée pour avertir les navires sur de courtes distances, d'autres signaux de brume ont commencé à remplacer la cloche. Les cloches sont également utilisées sur les bouées, et plus tard, les bouées sifflantes sont inventées par JM Courtenay et sont utilisées pour la première fois en 1876. La première bouée à gaz est installée en 1882. La bouée gong est inventée en 1923.
En 1886, une nouvelle technologie est testée pour l'éclairage de la statue de la Liberté. L'éclairage électrique de la statue, sous la responsabilité de l'United States Lighthouse Board de 1886 à 1902, marque le début de l'ère moderne de l'éclairage des phares. En 1900, l'agence commence progressivement à convertir les phares à l'électricité.  Cependant, en raison du manque d'accès direct aux lignes électriques, la conversion s'effectue lentement.